# 魯道夫·克勞修斯
魯道夫·朱利葉斯·埃曼努埃爾·克勞修斯（德語：Rudolf Julius Emanuel Clausius，1822年1月2日—1888年8月24日），德國物理學家和數學家，被认为是熱力學的主要奠基人之一。他重新陳述了法国物理学家尼古拉·卡諾的定律（即卡諾循環），把热力学理论推至一個更真實更健全的基礎。他最重要的論文於1850年發表，該論文是關於熱的力學理論的，其中首次明確指出熱力學第二定律的基本概念。他还於1855年引进了熵的概念。

## 生平
克勞修斯生於波美拉尼亞省的克斯林市(現科沙林市)，在他父親的學校開始接受教育。幾年之後，他去了斯德丁市(現什切青市)就讀文理中學。克勞修斯於1844年從柏林大學畢業，他在大學學習的是數學和物理，同學中有海 因里希·馬格努斯（Heinrich Magnus）、約翰·彼得·狄利克雷及雅各·施泰納（Jakob Steiner），也有跟蘭克學習歷史。1847年，他完成對地球大氣層的光學效應，並從哈雷大學取得了博士學位，之後他當上柏林的皇家砲兵工程學院的物理學教授及柏林大學的無俸講師。1855年到1867年他在蘇黎世聯邦理工學院擔任教授，之後又移居到美國，兩年後的1869年移居波恩。
克勞修斯在1870年的普法戰爭組織了救護隊，他在戰鬥中受傷，並留下永久的殘疾，因此被授予鐵十字勳章，他的妻子阿德萊德·麗姆普蘭姆（Adelheid Rimpham）於1875年死於分娩，留下他一個人獨立撫養六個小孩，不過他仍然繼續教學，只是做研究的時間就少了很多。
1886年他再婚，與索菲·薩克（Sophie Sack）結婚，並育有一個孩子。
兩年後，于1888年8月24日，他在德國的波恩去世。

## 研究
在克勞修斯的博士論文中提出關於光的折射，在白天時，我們看見藍色的天空，以及在日出和日落時，看見各種紅色系的天空（以及一些其他的現象），這些都是光的反射和折射。之後，瑞利勳爵表示這些現象實際上都是由於光的散射所導致，但是無論如何，克勞修斯比之前的人使用了更多的數學研究方法。
他最為著名的論文《論熱的移動力及可能由此得出的熱定律》（Über die bewegende Kraft der Wärme）發表於1850年，其中涉及熱力學的理論。在這篇論文中，他提出了卡諾定律與質量守恆的概念不同。克勞修斯重新陳述了兩個熱力學的定律來克服這個矛盾（第三定律是由瓦爾特能斯特，在1906年至1912年間所發表）。這篇論文使他在科學事業中，一舉成名。
在1857年，克勞修斯改進了奧古斯特．克羅尼格(August Krönig)的一個很簡單的氣體動力學模型，引進了分子的平移、轉動和振動運動，對分子運動力學理論的領域有所貢獻。在同一份的研究中，他還提出了一顆粒子的平均自由路徑概念。
克勞修斯從熱力學關係推導出了克劳修斯-克拉佩龙方程。這種關係是一種方式陳述兩態之間相變的方式，如固態及液態，原本是由埃米尔·克拉佩龙於1834年所發表。

## 熵
1865年，克勞修斯首次為熵的概念提出了數學的版本，並命名。他用了現在已廢棄使用的單位「克勞修斯」（符號為Cl）。克勞修斯選擇使用此詞「熵」的含義，是因為，從希臘中en+tropein是「內在的變動」的意思
（「Verwandlungsinhalt」）。
1 Cl=1 cal/°C=4.1868 J/K

## 获奖及荣誉
- 1868年獲選為英國皇家學會會員，1879年獲科普利獎章。
- 1878年獲選為科學院的瑞典皇家成員。
- 1870年獲惠更斯獎。
- 1883年獲得蓬斯萊獎。
- 1882年獲得維爾茨堡大學的博士學位。
- 月球上的克勞修斯環形山是以他的名字命名。

## 名句
以下是克勞修斯於1865年用過的兩句名言：
- 「宇宙的能量是恆定的。」
- 「宇宙的熵是趨於最大值。」

## 外部連結
- 由克勞修斯所振興的分子運動論 （页面存档备份，存于）
- MacTutor数学史档案上的克勞修斯傳記